# ゴールデンナーゲット
ゴールデンナーゲットは、1978年にシグマ商事（後のシグマ株式会社）が開発したブロック崩しゲーム。
ゴールデンという言葉は社長の真鍋勝己がカジノに出向いた際、ゴールデンカフェやゴールデンハウスなどの店を見て、お金持ちという意味合いをもったためにつけられている。後発のゴールデンインベーダーも同じ
- ゲーム性 先発であるブロック崩し同じルール
- 基板 シグマ3枚基板
- 筐体 自社筐体
- 電源 トランス式 自社電源
- サービスキー K6458（シグマ共通キー）

| スタブアイコン | サブスタブ | この項目は、まだ閲覧者の調べものの参照としては役立たない、コンピュータゲームに関連した書きかけの項目です。この項目を加筆・訂正などしてくださる協力者を求めています（P:コンピュータゲーム/PJ:コンピュータゲーム）。 |